# John Barnes (voetballer)
John Charles Bryan Barnes (Kingston, 7 november 1963) is een in Jamaica geboren Engels voormalig voetballer die doorgaans op het middenveld speelde. Van 1983 tot en met 1995 speelde hij 79 interlands voor het Engels voetbalelftal. Na zijn actieve carrière probeerde hij het als voetbaltrainer.

## Clubcarrière
Barnes begon zijn loopbaan in 1981 bij Watford FC en maakte vooral furore bij Liverpool FC. Met Liverpool werd hij tweemaal Engels kampioen, won hij twee FA Cups, één League Cup en drie Charity Shields. Na Liverpool speelde Barnes voor Newcastle United en Charlton Athletic, waar hij in 1999 zijn loopbaan beëindigde. In het seizoen 1999/00 stond hij als speler ingeschreven bij Celtic FC waar hij ook trainer was. Hij zou nooit voor Celtic spelen en werd als trainer in zijn eerste seizoen ontslagen.

## Interlandcarrière
Als aanvallende middenvelder of vleugelaanvaller speelde hij ook 79 keer voor Engeland en scoorde elf doelpunten. Hij nam deel aan de WK's van 1986 en 1990 en het EK in 1988. Onder leiding van bondscoach Bobby Robson maakte hij zijn debuut op 28 mei 1983 in de British Home Championship-wedstrijd tegen de Noord-Ierland (0-0). Hij viel in dat duel in voor Luther Blissett. Barnes nam met Engeland deel aan twee WK-eindronden (1986 en 1990), en tweemaal aan het EK voetbal: 1988 en 1992.
| Interlands van John Barnes voor Engeland | Interlands van John Barnes voor Engeland | Interlands van John Barnes voor Engeland  | Interlands van John Barnes voor Engeland | Interlands van John Barnes voor Engeland | Interlands van John Barnes voor Engeland |
| №                                        | Datum                                    | Wedstrijd                                 | Uitslag                                  | Competitie                               | Goals                                    |
| Als speler van Watford                   | Als speler van Watford                   | Als speler van Watford                    | Als speler van Watford                   | Als speler van Watford                   | Als speler van Watford                   |
| ---------------------------------------- | ---------------------------------------- | ----------------------------------------- | ---------------------------------------- | ---------------------------------------- | ---------------------------------------- |
| 1                                        | 28.05.1983                               | Noord-Ierland – Engeland                  | 0 – 0                                    | British Championship                     |                                          |
| 2                                        | 12.06.1983                               | Australië – Engeland                      | 0 – 0                                    | Vriendschappelijk                        |                                          |
| 3                                        | 15.06.1983                               | Australië – Engeland                      | 0 – 1                                    | Vriendschappelijk                        |                                          |
| 4                                        | 19.06.1983                               | Australië – Engeland                      | 1 – 1                                    | Vriendschappelijk                        |                                          |
| 5                                        | 21.09.1983                               | Engeland – Denemarken                     | 0 – 1                                    | EK-kwalificatie                          |                                          |
| 6                                        | 16.11.1983                               | Luxemburg – Engeland                      | 0 – 4                                    | EK-kwalificatie                          |                                          |
| 7                                        | 29.02.1984                               | Frankrijk – Engeland                      | 2 – 0                                    | Vriendschappelijk                        |                                          |
| 8                                        | 26.05.1984                               | Schotland – Engeland                      | 1 – 1                                    | British Championship                     |                                          |
| 9                                        | 02.06.1984                               | Engeland – Sovjet-Unie                    | 0 – 2                                    | Vriendschappelijk                        |                                          |
| 10                                       | 10.06.1984                               | Brazilië – Engeland                       | 0 – 2                                    | Vriendschappelijk                        | 43'                                      |
| 11                                       | 13.06.1984                               | Uruguay – Engeland                        | 2 – 0                                    | Vriendschappelijk                        |                                          |
| 12                                       | 17.06.1984                               | Chili – Engeland                          | 0 – 0                                    | Vriendschappelijk                        |                                          |
| 13                                       | 12.09.1984                               | Engeland – Duitse Democratische Republiek | 1 – 0                                    | Vriendschappelijk                        |                                          |
| 14                                       | 17.10.1984                               | Engeland – Finland                        | 5 – 0                                    | WK-kwalificatie                          |                                          |
| 15                                       | 14.11.1984                               | Turkije – Engeland                        | 0 – 8                                    | WK-kwalificatie                          | 46' 56'                                  |
| 16                                       | 27.02.1985                               | Noord-Ierland – Engeland                  | 0 – 1                                    | WK-kwalificatie                          |                                          |
| 17                                       | 01.05.1985                               | Roemenië – Engeland                       | 0 – 0                                    | WK-kwalificatie                          |                                          |
| 18                                       | 22.05.1985                               | Finland – Engeland                        | 1 – 1                                    | WK-kwalificatie                          |                                          |
| 19                                       | 25.05.1985                               | Schotland – Engeland                      | 1 – 0                                    | Vriendschappelijk                        |                                          |
| 20                                       | 06.06.1985                               | Italië – Engeland                         | 2 – 1                                    | Vriendschappelijk                        |                                          |
| 21                                       | 09.06.1985                               | Mexico – Engeland                         | 1 – 0                                    | Vriendschappelijk                        |                                          |
| 22                                       | 12.06.1985                               | Engeland – West-Duitsland                 | 3 – 0                                    | Vriendschappelijk                        |                                          |
| 23                                       | 16.06.1985                               | Verenigde Staten – Engeland               | 0 – 5                                    | Vriendschappelijk                        |                                          |
| 24                                       | 11.09.1985                               | Engeland – Roemenië                       | 1 – 1                                    | WK-kwalificatie                          |                                          |
| 25                                       | 26.02.1986                               | Israël – Engeland                         | 1 – 2                                    | Vriendschappelijk                        |                                          |
| 26                                       | 17.05.1986                               | Engeland – Mexico                         | 3 – 0                                    | Vriendschappelijk                        |                                          |
| 27                                       | 24.05.1986                               | Canada – Engeland                         | 0 – 1                                    | Vriendschappelijk                        |                                          |
| 28                                       | 22.06.1986                               | Argentinië – Engeland                     | 2 – 1                                    | WK-eindronde                             |                                          |
| 29                                       | 10.09.1986                               | Zweden – Engeland                         | 1 – 0                                    | Vriendschappelijk                        |                                          |
| 30                                       | 29.04.1987                               | Turkije – Engeland                        | 0 – 0                                    | EK-kwalificatie                          |                                          |
| 31                                       | 19.05.1987                               | Engeland – Brazilië                       | 1 – 1                                    | Vriendschappelijk                        |                                          |
| Als speler van Liverpool                 |                                          |                                           |                                          |                                          |                                          |
| 32                                       | 09.09.1987                               | West-Duitsland – Engeland                 | 3 – 1                                    | Vriendschappelijk                        |                                          |
| 33                                       | 14.10.1987                               | Engeland – Turkije                        | 8 – 0                                    | EK-kwalificatie                          | 1' 28'                                   |
| 34                                       | 11.11.1987                               | Joegoslavië – Engeland                    | 1 – 4                                    | EK-kwalificatie                          | 17'                                      |
| 35                                       | 17.02.1988                               | Israël – Engeland                         | 0 – 0                                    | Vriendschappelijk                        |                                          |
| 36                                       | 23.03.1988                               | Engeland – Nederland                      | 2 – 2                                    | Vriendschappelijk                        |                                          |
| 37                                       | 21.05.1988                               | Engeland – Schotland                      | 1 – 0                                    | Vriendschappelijk                        |                                          |
| 38                                       | 24.05.1988                               | Engeland – Colombia                       | 1 – 1                                    | Vriendschappelijk                        |                                          |
| 39                                       | 28.05.1988                               | Zwitserland – Engeland                    | 0 – 1                                    | Vriendschappelijk                        |                                          |
| 40                                       | 12.06.1988                               | Engeland – Ierland                        | 0 – 1                                    | EK-eindronde                             |                                          |
| 41                                       | 15.06.1988                               | Engeland – Nederland                      | 1 – 3                                    | EK-eindronde                             |                                          |
| 42                                       | 18.06.1988                               | Engeland – Sovjet-Unie                    | 1 – 3                                    | EK-eindronde                             |                                          |
| 43                                       | 19.10.1988                               | Engeland – Zweden                         | 0 – 0                                    | WK-kwalificatie                          |                                          |
| 44                                       | 08.02.1989                               | Griekenland – Engeland                    | 1 – 2                                    | Vriendschappelijk                        | 8'                                       |
| 45                                       | 08.03.1989                               | Albanië – Engeland                        | 0 – 2                                    | WK-kwalificatie                          | 16'                                      |
| 46                                       | 03.06.1989                               | Engeland – Polen                          | 3 – 0                                    | WK-kwalificatie                          | 72'                                      |
| 47                                       | 07.06.1989                               | Denemarken – Engeland                     | 1 – 1                                    | Vriendschappelijk                        |                                          |
| 48                                       | 06.09.1989                               | Zweden – Engeland                         | 0 – 0                                    | WK-kwalificatie                          |                                          |
| 49                                       | 15.11.1989                               | Engeland – Italië                         | 0 – 0                                    | Vriendschappelijk                        |                                          |
| 50                                       | 28.03.1990                               | Engeland – Brazilië                       | 1 – 0                                    | Vriendschappelijk                        |                                          |
| 51                                       | 15.05.1990                               | Engeland – Denemarken                     | 1 – 0                                    | Vriendschappelijk                        |                                          |
| 52                                       | 22.05.1990                               | Engeland – Uruguay                        | 1 – 2                                    | Vriendschappelijk                        | 51'                                      |
| 53                                       | 02.06.1990                               | Tunesië – Engeland                        | 1 – 1                                    | Vriendschappelijk                        |                                          |
| 54                                       | 11.06.1990                               | Engeland – Ierland                        | 1 – 1                                    | WK-eindronde                             |                                          |
| 55                                       | 16.06.1990                               | Engeland – Nederland                      | 0 – 0                                    | WK-eindronde                             |                                          |
| 56                                       | 21.06.1990                               | Engeland – Egypte                         | 1 – 0                                    | WK-eindronde                             |                                          |
| 57                                       | 27.06.1990                               | Engeland – België                         | 1 – 0                                    | WK-eindronde                             |                                          |
| 58                                       | 01.07.1990                               | Engeland – Kameroen                       | 3 – 2                                    | WK-eindronde                             |                                          |
| 59                                       | 12.09.1990                               | Engeland – Hongarije                      | 1 – 0                                    | Vriendschappelijk                        |                                          |
| 60                                       | 17.10.1990                               | Engeland – Polen                          | 2 – 0                                    | EK-kwalificatie                          |                                          |
| 61                                       | 06.02.1991                               | Engeland – Kameroen                       | 2 – 0                                    | Vriendschappelijk                        |                                          |
| 62                                       | 27.03.1991                               | Engeland – Ierland                        | 1 – 1                                    | EK-kwalificatie                          |                                          |
| 63                                       | 01.05.1991                               | Turkije – Engeland                        | 0 – 1                                    | EK-kwalificatie                          |                                          |
| 64                                       | 21.05.1991                               | Engeland – Sovjet-Unie                    | 3 – 1                                    | England Chall Cup                        |                                          |
| 65                                       | 25.05.1991                               | Engeland – Argentinië                     | 2 – 2                                    | England Chall Cup                        |                                          |
| 66                                       | 25.03.1992                               | Tsjecho-Slowakije – Engeland              | 2 – 2                                    | Vriendschappelijk                        |                                          |
| 67                                       | 03.06.1992                               | Finland – Engeland                        | 1 – 2                                    | Vriendschappelijk                        |                                          |
| 68                                       | 17.02.1993                               | Engeland – San Marino                     | 6 – 0                                    | WK-kwalificatie                          |                                          |
| 69                                       | 31.03.1993                               | Turkije – Engeland                        | 0 – 2                                    | WK-kwalificatie                          |                                          |
| 70                                       | 28.04.1993                               | Engeland – Nederland                      | 2 – 2                                    | WK-kwalificatie                          | 2'                                       |
| 71                                       | 29.05.1993                               | Polen – Engeland                          | 1 – 1                                    | WK-kwalificatie                          |                                          |
| 72                                       | 09.06.1993                               | Verenigde Staten – Engeland               | 2 – 0                                    | Vriendschappelijk                        |                                          |
| 73                                       | 19.06.1993                               | Engeland – Duitsland                      | 1 – 2                                    | Vriendschappelijk                        |                                          |
| 74                                       | 07.09.1994                               | Engeland – Verenigde Staten               | 2 – 0                                    | Vriendschappelijk                        |                                          |
| 75                                       | 12.10.1994                               | Engeland – Roemenië                       | 1 – 1                                    | Vriendschappelijk                        |                                          |
| 76                                       | 16.11.1994                               | Engeland – Nigeria                        | 1 – 0                                    | Vriendschappelijk                        |                                          |
| 77                                       | 29.03.1995                               | Engeland – Uruguay                        | 0 – 0                                    | Vriendschappelijk                        |                                          |
| 78                                       | 08.06.1995                               | Engeland – Zweden                         | 3 – 3                                    | Vriendschappelijk                        |                                          |
| 79                                       | 06.09.1995                               | Engeland – Colombia                       | 0 – 0                                    | Vriendschappelijk                        |                                          |

## Trainerscarrière
Barnes was bondscoach van Jamaica van 16 september 2008 tot 30 juni 2009, nadat hij eerder korte tijd trainer-coach was geweest van Celtic FC. Eind 2008 won hij de Caribbean Cup met The Reggae Boyz. In totaal had hij de ploeg elf duels onder zijn hoede. Na zijn avontuur in de Caraïben ging hij aan de slag bij Tranmere Rovers FC.
| Interlands Jamaica onder leiding van John Barnes | Interlands Jamaica onder leiding van John Barnes | Interlands Jamaica onder leiding van John Barnes | Interlands Jamaica onder leiding van John Barnes | Interlands Jamaica onder leiding van John Barnes | Interlands Jamaica onder leiding van John Barnes |
| №                                                | Datum                                            | Wedstrijd                                        | Uitslag                                          | Competitie                                       |                                                  |
| ------------------------------------------------ | ------------------------------------------------ | ------------------------------------------------ | ------------------------------------------------ | ------------------------------------------------ | ------------------------------------------------ |
| 1                                                | 9 november 2008                                  | Kaaimaneilanden – Jamaica                        | 0 – 2                                            | Vriendschappelijk                                |                                                  |
| 2                                                | 19 november 2008                                 | Jamaica – Canada                                 | 3 – 0                                            | WK-kwalificatie                                  |                                                  |
| 3                                                | 3 december 2008                                  | Jamaica – Barbados                               | 2 – 1                                            | Caribbean Cup                                    |                                                  |
| 4                                                | 5 december 2008                                  | Jamaica – Grenada                                | 4 – 0                                            | Caribbean Cup                                    |                                                  |
| 5                                                | 7 december 2008                                  | Jamaica – Trinidad en Tobago                     | 1 – 1                                            | Caribbean Cup                                    |                                                  |
| 6                                                | 11 december 2008                                 | Jamaica – Guadeloupe                             | 2 – 0                                            | Caribbean Cup                                    |                                                  |
| 7                                                | 14 december 2008                                 | Jamaica – Grenada                                | 2 – 0                                            | Caribbean Cup                                    |                                                  |
| 8                                                | 11 februari 2009                                 | Nigeria – Jamaica                                | 0 – 0                                            | Vriendschappelijk                                |                                                  |
| 9                                                | 23 mei 2009                                      | Jamaica – Haïti                                  | 2 – 2                                            | Vriendschappelijk                                |                                                  |
| 10                                               | 30 mei 2009                                      | El Salvador – Jamaica                            | 0 – 0                                            | Vriendschappelijk                                |                                                  |
| 11                                               | 7 juni 2009                                      | Jamaica – Panama                                 | 3 – 2                                            | Vriendschappelijk                                |                                                  |

## Erelijst
Als speler
 Liverpool
- Football League First Division: 1987/88, 1989/90
- FA Cup: 1988/89, 1991/92
- EFL Cup: 1994/95
- FA Charity Shield: 1988, 1989, 1990

Als trainer
 Jamaica
- Caribbean Cup: 2008

Individueel
- PFA Players' Player of the Year: 1988
- FWA Footballer of the Year: 1988, 1990
- PFA First Division Team of the Year: 1987/88, 1989/90, 1990/91
- PFA Team of the Century (1977–1996): 2007
- Lid in de Orde van het Britse Rijk: 1998
- Toegevoegd aan de English Football Hall of Fame: 2005